# Ícaro de Hiperesia
Ícaro de Hiperesia fue un atleta de la Antigua Grecia, mencionado por Eusebio de Cesarea como el ganador de la carrera stadion en los vigésimos terceros Juegos Olímpicos de la Antigüedad, el 688 A. C. Fue el segundo corredor de la región de Acaya en ganar las olimpiadas, después de Ebota de Dime. Pausanias se refirió a él como Ikaros.